# Peter Kemper
Peter Kemper (Hága, 1942. október 13. – 2020. március 25.) válogatott holland labdarúgó, hátvéd.

## Pályafutása

### Klubcsapatban
1961 és 1975 között a PSV Eindhoven labdarúgója volt, ahol két bajnoki címet és egy hollandkupa-győzelmet ért el a csapattal. 1975–76-ban a Helmond Sport együttesében fejezte be az aktív labdarúgást.

### A válogatottban
1964 és 1967 között három alkalommal szerepelt a holland válogatottban.

## Magánélete
Visszavonulása után testnevelő tanárként dolgozott. Emellett 33 évig a holland labdarúgó-szövetség fegyelmi bizottságának a tagja volt. 1990-es szívrohamából felépült. 2020. március 25-én szívelégtelenségben hunyt el.

## Sikerei, díjai
PSV Eindhoven
- Holland bajnokság
  - bajnok (2): 1962–63, 1974–75
- Holland kupa (KNVB beker)
  - győztes: 1974

- UEFA-kupa
  - győztes: 1977–78